# Rossi Residencial
Rossi Residencial S.A. est une entreprise brésilienne spécialisée dans l'immobilier particulier. Le portefeuille de la société comprend principalement des immeubles résidentiels localisés dans les États brésiliens de São Paulo, Minas Gerais et Rio Grande do Sul.